# Sveti Socerb
Sveti Socerb (latinsko Servulus) je krščanski svetnik, ki je nekaj časa živel kot puščavnik v jami na kraju, ki se danes po njem imenuje Socerb (na kraškem robu
Socerb se je rodil v Trstu staršema Evlogiju in Klemenciji, ki sta bila plemiškega rodu. 
Ko je bil star 12 let je zapustil domačo hišo. Novi dom si je poiskal v jami nad kraškim robom. Ta jama se danes imenuje Sveta jama ali Socerbova jama. V njej je asketsko preživel eno leto in devet mesecev. 
Po tem je dobil posebno moč in je naredil več čudežev, zlasti ozdravljenj bolnikov. Ti čudeži in Socerbovo vztrajno oznanjevanje krščanstva pa niso bili všeč oblastem, saj takrat krščanstvo še ni bilo uradno dovoljeno. Rimski cesarski namestnik Numerian Junil je zato Socerba zaprl in mučil do smrti: najprej so ga bičali, potem so mu izpahnili sklepe na natezalnici, nato so mu trgali meso s telesa z železnimi kavlji, ga oblivali z vrelim oljem in na koncu, 24. maja 284, obglavili. 
Njegovo telo počiva v stolnici sv. Justa v Trstu. Po njem se imenuje tržaška ulica svetega Socerba (italijansko Via san Servolo) ter eden od otokov v beneški laguni: San Servolo.
Sveti Socerb goduje 24. maja.